# Mittweida (huyện)
Mittweida (/mɪtˈvaɪda/) là một huyện cũ ở Bang tự do Sachsen, Đức. Các huyện giáp ranh (từ phía bắc theo chiều kim đồng hồ) là: Muldentalkreis, Döbeln, Freiberg, thành phố không thuộc huyện Chemnitz và huyện Chemnitzer Land, huyện Altenburger Land ở Thüringen và huyện Leipziger Land.

## Lịch sử
Huyện được lập năm 1994 khi các huyện Hainichen, Rochlitz và một phần của huyện Chemnitz được sáp nhập. Tháng 8 năm 2008, trong cuộc cải cách các huyện ở Sachsen, các huyện Döbeln, Freiberg and Mittweida được sáp nhập vào huyện mới Mittelsachsen.

## Địa lý
Huyện nằm ở chân đồi Dãy núi Erzge, chỉ khu vực tây bắc quanh Rochlitz nằm ở khu vực đất thấp quanh Leipzig (Leipziger Tieflandsbucht). Nơi thấp nhất huyện có độ cao 144 m nằm ở đây, nơi cao nhất là ở Hausdorf với độ cao 488 m.
Ba con sông chính chảy qua huyện này là Zwickauer Mulde, Chemnitz và sông Zschopau.

## Các thị xã và đô thị
| Thành phố                                                                                              | Đô thị | Đô thị                                                                            |
| --- | --- | --------------------------------------------------------------------------------- |
| 1. Burgstädt 2. Frankenberg 3. Geringswalde 4. Hainichen 5. Lunzenau 6. Mittweida 7. Penig 8. Rochlitz | 1. Altmittweida 2. Claußnitz 3. Erlau 4. Hartmannsdorf 5. Königsfeld 6. Königshain-Wiederau 7. Kriebstein 8. Lichtenau | 1. Mühlau 2. Rossau 3. Seelitz 4. Striegistal 5. Taura 6. Wechselburg 7. Zettlitz |